# كو تشا-وون
كو تشا-وون (هانغل: 고차원) هو لاعب كرة قدم كوري جنوبي في مركز الوسط، ولد في 30 أبريل 1986 في سول في كوريا الجنوبية. لعب مع سوون سامسونغ بلووينغز.

## وصلات خارجية
- كو تشا-وون على موقع دوري كوريا الجنوبية (الإنجليزية)
- كو تشا-وون على موقع قاعدة بيانات كرة القدم.إي يو (الإنجليزية)
- كو تشا-وون على موقع Soccerway.com (الإنجليزية)